# 종칭허우

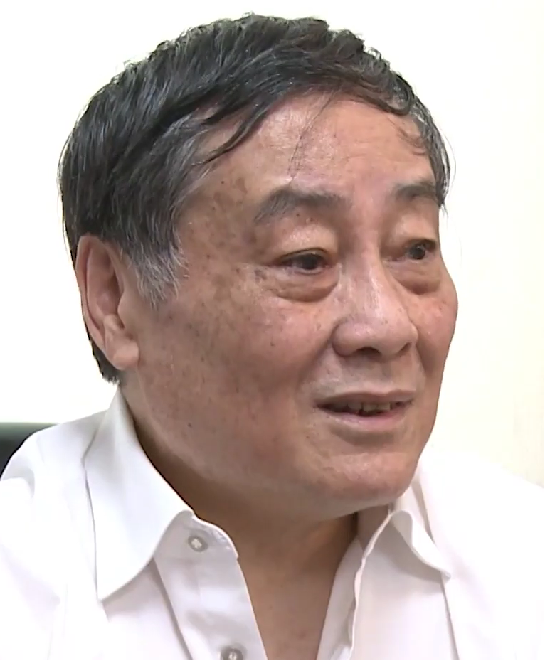

종칭허우(중국어: 宗庆后, 1945년 10월 11일 ~ 2024년 2월 25일)는 중국의 억만장자 사업가이자 중국 최고의 음료 회사인 항저우 와하하 그룹의 창립자, 회장, CEO였다. 2022년 3월 기준 그의 순자산은 87억 달러로 추산된다.